# Štefan Bartuš
Štefan „Pišta“ Bartuš (* 4. April 1978 in Lučenec) ist ein slowakischer Jazzmusiker (Kontrabass, Komposition).

## Leben und Wirken
Bartuš wuchs in einer Musikerfamilie auf. Mit 13 Jahren begann er Kontrabass zu spielen. Er hat am J. L. Bella-Konservatorium in Banska Bystrica studiert und später die Akademie der Darstellenden Künste in Bratislava besucht. Während seines Studiums hat er erfolgreich an internationalen Wettbewerben teilgenommen.
Zunächst spielte Bartuš in Ensembles verschiedener Musikrichtungen, etwa der Klassik, Weltmusik oder Gospel. Seit 2000 konzentriert er sich auf den Jazz. Er arbeitete mit Musikern wie Benny Golson, Rick Margitza, Peter Erskine, Bill Evans, Antonio Faraò, Janusz Muniak, Piotr Baron, Harry Sokal, Fritz Pauer, Kornél Fekete-Kovács und Gábor Winand. Mit seinen JazzBrothers, zu denen der Pianist Ľuboš Šrámek, der Gitarrist Michal Bugala und der Schlagzeuger Peter Solárik gehörten, tourte er mit Andy Middleton (Album 2012). Seit 2012 lebt er in Neusiedl am See. Er ist auch auf Alben des Joe Haider Sextet, des Julia Siedl Trio und des Miloslav Suchomel Quartet zu hören. Auch trat er in Trios mit seinem Sohn, dem Pianisten Alan Bartuš, auf, mit dem die Alben Connectivity und Born in Millenium entstanden.
Bartuš, der zudem seit 2014 am Jam Music Lab in Wien lehrt, tritt gelegentlich als Juror und Lektor bei den Wettbewerben des Slowakischen Kontrabassklubs und des Slowakischen Jugendjazzwettbewerbs auf.